# Arachnophobie
Pour le film, voir Arachnophobie (film).
 Mise en garde médicale
L'arachnophobie  (du grec ἀράχνη, aráchnē, « araignée » et de φόβος, phóbos, « peur ») est une phobie spécifique désignant la peur des arachnides tels que les araignées, scorpions et les acariens. La peur doit être inexplicable pour le patient lui-même (ce n'est pas la crainte d'une morsure) et intense pour que le diagnostic de phobie soit posé.
La réaction des arachnophobes est souvent disproportionnée. L'arachnophobie est l'une des phobies spécifiques les plus répandues au monde,. Il peut s'agir d'une forme exagérée et instinctive qui aidait autrefois les humains à survivre en milieu hostile ou un phénomène culturel.

## Symptomatologie
Les individus souffrant d'arachnophobie peuvent montrer des signes d'anxiété lorsqu'ils traversent des zones propices aux araignées ou lorsqu'ils aperçoivent des toiles. Lorsqu'ils voient une araignée, ils peuvent entrer dans une peur panique, qui est souvent associée à leur phobie. Ils peuvent crier, pleurer, avoir des difficultés à respirer, une transpiration excessive, voire des problèmes cardiaques lorsqu'ils entrent en contact avec une araignée ou une de leurs toiles. Dans certains cas extrêmes, même des images ou dessins d'araignées peuvent effrayer les arachnophobes.
L'arachnophobie peut se manifester en pensant à l'image d'une araignée. En entrant dans une salle, un arachnophobe peut tenter de vérifier si une araignée s'y cache. Lorsque c'est le cas, il pourra réagir en tentant de la tuer, ou au moins de l'éviter.

## Traitement
L'arachnophobie affecte 3,5 à 6,1 % de la population générale. Le traitement d'une phobie spécifique comme l'arachnophobie dans une perspective cognitivo-comportementale repose principalement sur différentes techniques d'exposition au stimulus anxiogène visant à obtenir une habituation et une extinction de l'angoisse. La plus ancienne de ces thérapies, la désensibilisation systématique, a été mise au point par Joseph Wolpe. Elle repose sur l'exposition progressive à des stimuli redoutés de plus en plus intenses. Le thérapeute établit avec le patient une liste de situations invalidantes puis les classe en fonction du niveau d'angoisse associé. Le patient apprend ensuite des techniques de relaxation qu'il pourra utiliser ultérieurement. Pendant les séances, le thérapeute demande au patient d'imaginer une scène angoissante puis de se relaxer, en progressant vers les scènes les plus angoissantes et en s'interrompant ou en revenant en arrière si l'anxiété devient trop importante.
D'autres variantes reposent sur l'exposition in vivo (par exemple en regardant une araignée dans un bocal puis en touchant le bocal, en ouvrant le bocal, en jouant avec l'araignée avec un crayon, etc.) ou dans un environnement de réalité virtuelle. Il existe plusieurs études contrôlées de l'efficacité de ces thérapies, dont quelques-unes concernant plus spécifiquement l'arachnophobie. En France, le traitement des phobies spécifiques par les thérapies cognitivo-comportementales bénéficie d'une « présomption d'efficacité » selon les critères du rapport de l'Inserm qui a cependant été contesté quant à sa méthodologie.
À noter le cas d'un patient épileptique, porteur d'une sarcoïdose, qui souffrait d'une importante arachnophobie ; une intervention chirurgicale a conduit à l'ablation de l'amygdale gauche, et dès lors son arachnophobie a cessé et il considère même que les araignées sont fascinantes.